# Rocas silíceas

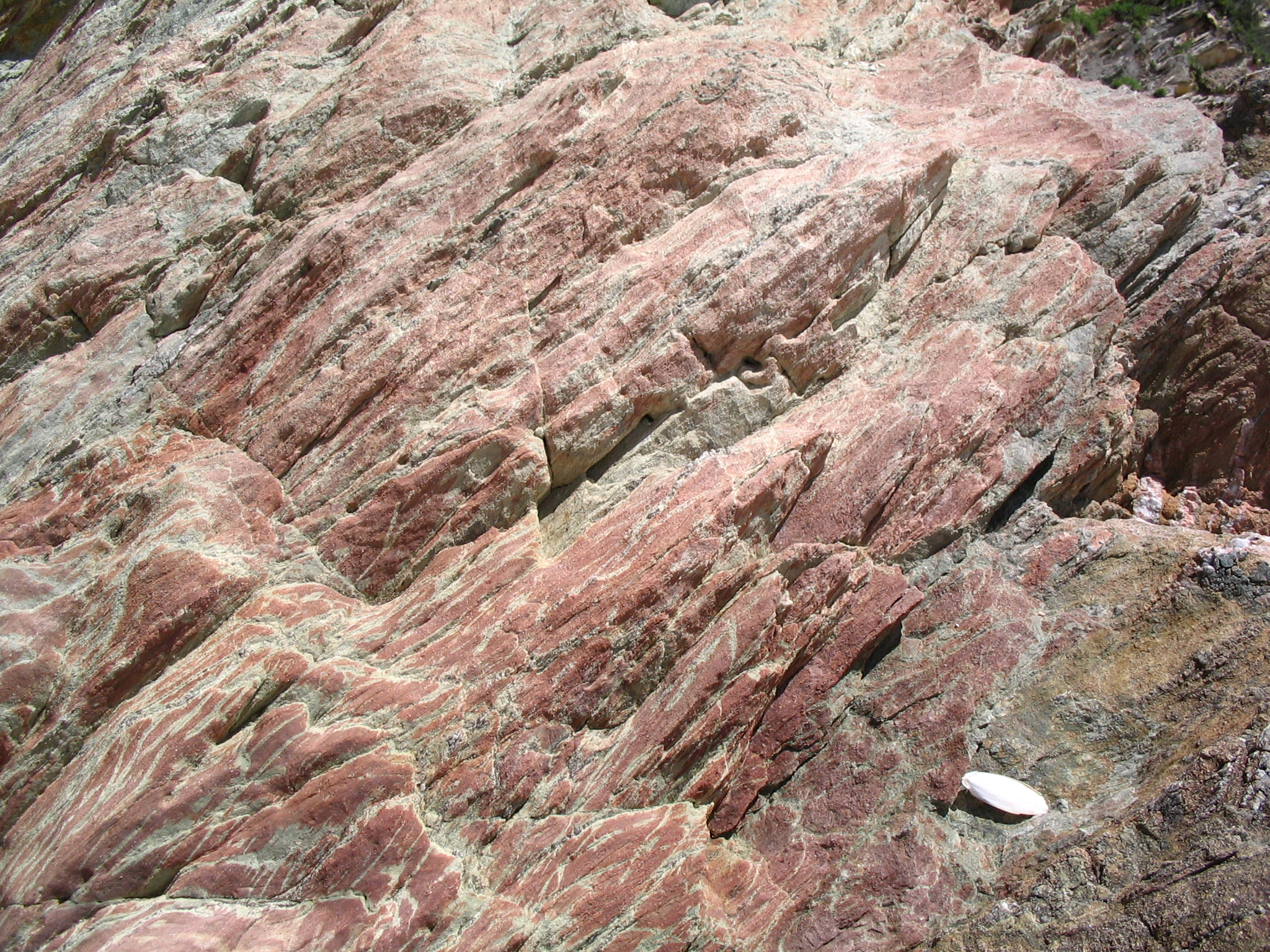
Arcosa roja. Una arenisca de grano mal redondeado de cuarzo.

Rocas silíceas o rocas ácidas es una denominación general para el subconjunto de las rocas sedimentarias cuya característica común es el alto contenido en sílice (SiO2).
Entre estas rocas se incluyen las rocas siliciclásticas, compuestas principalmente por granos de cuarzo, en cuyo proceso no hay un origen orgánico y donde la partícula ‘clástica’ hace mención a su composición de fragmentos de otras rocas.

## Rocas del grupo
Algunas rocas que se en incluyen entre las silíceas son:
- Areniscas cuarzosas, cuarzoarenitas o areniscas silíceas, compuestas casi exclusivamente por granos de cuarzo con matriz arcillosa y cemento, normalmente, silíceo;[2]
- Arcosas, areniscas formadas por granos de cuarzo y feldespato y cemento, mayormente, calcáreo;[2]
- Chert, roca sedimentaria criptocristalina o microfibrosa que contiene pequeños fósiles, de grano fino, rica en sílice microcristalino;
- Novaculita, un tipo especial de chert que se encuentra en la Montañas Ouachita de Arkansas y Oklahoma y algunos otros puntos de [Estados Unidos]];
- Conglomerado de cuarzo, son rocas detríticas de grano grueso, superior a los 2 mm.[2]